# Margherita di Sassonia
Margherita di Sassonia (in tedesco Margaretha Carolina Friederike Cecilie Auguste Amalie Josephine Elisabeth Maria Johanne Prinzessin von Sachsen; Dresda, 24 maggio 1840 – Monza, 15 settembre 1858) nata principessa di Sassonia, divenne per matrimonio membro della famiglia degli Asburgo-Lorena e, quindi, arciduchessa e principessa d'Austria, principessa d'Ungheria, Boemia, Croazia e Slavonia.

## Biografia

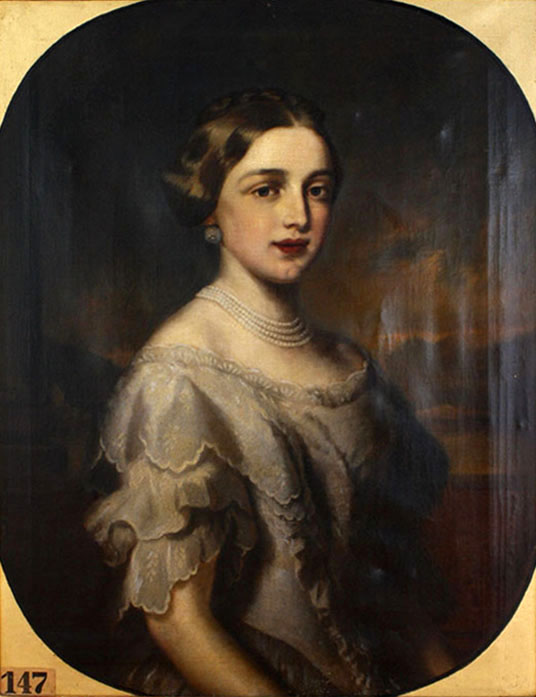
La principessa Margherita di Sassonia ritratta in giovane età

### Infanzia
Margherita nacque a Dresda durante il regno di suo padre; era una bambina di indole buona e sensibile e si diceva che fosse la figlia più bella dei reali di Sassonia. Suo padre era il re Giovanni di Sassonia (1801-1873), figlio del principe Massimiliano di Sassonia (1759-1838) e della sua prima moglie Maria Carolina di Borbone-Parma (1770-1804); sua madre era la regina Amalia Augusta (1801-1877), nata principessa di Baviera, figlia del re Massimiliano I di Baviera (1756-1825) e della sua seconda moglie Carolina di Baden (1776-1841).

### Matrimonio
Margherita sposò, il 4 aprile 1856 a Dresda, il suo cugino di primo grado, l'arciduca Carlo Ludovico d'Asburgo-Lorena (1833-1896), figlio dell'arciduca Francesco Carlo d'Asburgo-Lorena e della principessa Sofia di Baviera e fratello minore dell'imperatore Francesco Giuseppe.
Stabilitasi nella città di Monza, in quel tempo sotto il dominio asburgico, la principessa Margherita morì all'età di diciott'anni di febbre tifoide, senza avere discendenza.

## Titoli e trattamento
- 24 maggio 1840 – 4 novembre 1856: Sua Altezza Reale la Principessa Margherita di Sassonia, Duchessa di Sassonia
- 4 novembre 1856 – 15 settembre 1858: Sua Altezza Imperiale e Reale l'Arciduchessa Margherita d'Austria, Principessa d'Ungheria, Boemia, Croazia e Slavonia, Principessa e Duchessa di Sassonia

## Ascendenza
|                                    |                                            |                                          | Genitori                                        |  |  | Nonni |  |  | Bisnonni                       |  |  | Trisnonni              |  |
|                                    |                                            |                                          |                                                 |  |  |       |  |  | Federico Cristiano di Sassonia |  |  | Augusto III di Polonia |  |
|                                    |                                            |                                          |                                                 |  |  |       |  |  | Federico Cristiano di Sassonia |  |  | Augusto III di Polonia |  |
|                                    |                                            | Maria Giuseppa d'Austria                 |                                                 |  |  |       |  |  | Federico Cristiano di Sassonia |  |  |                        |  |
| Massimiliano di Sassonia           |                                            |                                          |                                                 |  |  |       |  |  | Federico Cristiano di Sassonia |  |  |                        |  |
|                                    |                                            | Maria Antonia di Baviera                 | Carlo VII di Baviera                            |  |  |       |  |  |                                |  |  |                        |  |
|                                    |                                            | Maria Antonia di Baviera                 | Carlo VII di Baviera                            |  |  |       |  |  |                                |  |  |                        |  |
|                                    |                                            | Maria Antonia di Baviera                 | Maria Amalia d'Asburgo                          |  |  |       |  |  |                                |  |  |                        |  |
| Giovanni di Sassonia               |                                            | Maria Antonia di Baviera                 |                                                 |  |  |       |  |  |                                |  |  |                        |  |
|                                    |                                            | Ferdinando I di Parma                    | Filippo I di Parma                              |  |  |       |  |  |                                |  |  |                        |  |
|                                    |                                            | Ferdinando I di Parma                    | Filippo I di Parma                              |  |  |       |  |  |                                |  |  |                        |  |
|                                    |                                            | Ferdinando I di Parma                    | Luisa Elisabetta di Borbone-Francia             |  |  |       |  |  |                                |  |  |                        |  |
| Carolina di Borbone-Parma          |                                            | Ferdinando I di Parma                    |                                                 |  |  |       |  |  |                                |  |  |                        |  |
|                                    |                                            | Maria Amalia d'Asburgo-Lorena            | Francesco I di Lorena                           |  |  |       |  |  |                                |  |  |                        |  |
|                                    |                                            | Maria Amalia d'Asburgo-Lorena            | Francesco I di Lorena                           |  |  |       |  |  |                                |  |  |                        |  |
|                                    |                                            | Maria Amalia d'Asburgo-Lorena            | Maria Teresa d'Austria                          |  |  |       |  |  |                                |  |  |                        |  |
| Margherita di Sassonia             |                                            | Maria Amalia d'Asburgo-Lorena            |                                                 |  |  |       |  |  |                                |  |  |                        |  |
|                                    | Federico Michele di Zweibrücken-Birkenfeld | Cristiano III del Palatinato-Zweibrücken |                                                 |  |  |       |  |  |                                |  |  |                        |  |
|                                    | Federico Michele di Zweibrücken-Birkenfeld | Cristiano III del Palatinato-Zweibrücken |                                                 |  |  |       |  |  |                                |  |  |                        |  |
|                                    | Federico Michele di Zweibrücken-Birkenfeld | Carolina di Nassau-Saarbrücken           |                                                 |  |  |       |  |  |                                |  |  |                        |  |
| Massimiliano I Giuseppe di Baviera | Federico Michele di Zweibrücken-Birkenfeld |                                          |                                                 |  |  |       |  |  |                                |  |  |                        |  |
|                                    |                                            | Maria Francesca del Palatinato-Sulzbach  | Giuseppe Carlo del Palatinato-Sulzbach          |  |  |       |  |  |                                |  |  |                        |  |
|                                    |                                            | Maria Francesca del Palatinato-Sulzbach  | Giuseppe Carlo del Palatinato-Sulzbach          |  |  |       |  |  |                                |  |  |                        |  |
|                                    |                                            | Maria Francesca del Palatinato-Sulzbach  | Elisabetta Augusta Sofia del Palatinato-Neuburg |  |  |       |  |  |                                |  |  |                        |  |
| Amalia Augusta di Baviera          |                                            | Maria Francesca del Palatinato-Sulzbach  |                                                 |  |  |       |  |  |                                |  |  |                        |  |
|                                    |                                            | Carlo Luigi di Baden                     | Carlo Federico di Baden                         |  |  |       |  |  |                                |  |  |                        |  |
|                                    |                                            | Carlo Luigi di Baden                     | Carlo Federico di Baden                         |  |  |       |  |  |                                |  |  |                        |  |
|                                    |                                            | Carlo Luigi di Baden                     | Carolina Luisa d'Assia-Darmstadt                |  |  |       |  |  |                                |  |  |                        |  |
| Carolina di Baden                  |                                            | Carlo Luigi di Baden                     |                                                 |  |  |       |  |  |                                |  |  |                        |  |
|                                    |                                            | Amalia d'Assia-Darmstadt                 | Luigi IX d'Assia-Darmstadt                      |  |  |       |  |  |                                |  |  |                        |  |
|                                    |                                            | Amalia d'Assia-Darmstadt                 | Luigi IX d'Assia-Darmstadt                      |  |  |       |  |  |                                |  |  |                        |  |
|                                    |                                            | Amalia d'Assia-Darmstadt                 | Carolina del Palatinato-Zweibrücken-Birkenfeld  |  |  |       |  |  |                                |  |  |                        |  |
|                                    |                                            | Amalia d'Assia-Darmstadt                 |                                                 |  |  |       |  |  |                                |  |  |                        |  |